# Стандрово
Ста́ндрово (рос. Стандрово, ерз. Стандрув) — село у складі Теньгушевського району Мордовії, Росія. Адміністративний центр та єдиний населений пункт Стандровського сільського поселення.
Населення — 294 особи (2010; 363 у 2002).
Національний склад (станом на 2002 рік):
- росіяни — 96 %